# Патра
Патра или Патрас (грч. Πάτρα) је трећи по величини град у Грчкој и главни град периферије Западна Грчка, округа Ахаја и општине Патра/Патрас. Смјештен је у сјеверном дијелу полуострва Пелопонез, на обали Патраског залива, 215 километара западно од престонице Атине.
Градско подручје Патраса са преко 280 хиљада становника је треће по величини у Грчкој, а обухвата уз сам град и низ општина и насеља дуж залива.
Патрас је проглашен за Европски град културе 2006. Овде се налази КК Промитеас Патра.

## Име
Град је вероватно добио данашњи назив по митском лику Патреасу, потомка митског Лакадемнона, оснивача Спарте.

## Географија
Град Патрас се налази у крајње северном делу грчког полуострва и историјске покрајине Пелопонез, на месту где се полуострво највише прибилижава северозападном копну Грчке. Град је приморски и излази на истоимени Патраски залив и то на његов крајње источни део, близу теснаца Рио-Антирио (7 km), где се на овај залив надовезује Коринтски залив. Град и околина спадају у делове Грчке са великом сеизмичком активношћу.
Обала код Патраса није широка, већ се недалеко од ње издижу планине Панахаико (1.926 m). Ово је условило поделу града на доњи и горњи део, повезане међусобно степеницама. Горњи град је старији и ту се налази очувана тврђава. Доњи део је настао током последњих 200 година у некад мочварном приобаљу и блиско је повезан са садржајима луке. Оба дела града развила су се око мањих река Глафкос и Харадрос.
Клима у Патрасу је средоземна, са жарким и дугим летима и благим и кишовитим зимама. На околним планинама она добија оштрије црте.

## Историја
Најстарији археолошки налази у подручју Патраса говоре да је ово подручје било насељено још у време праисторије (3. миленијум п. н. е.). Значајније насеље на овом месту јавило се током Микенске цивилизације (1580—1100. године п. н. е.). Насеље је у ово време насељено Ахајцима. Оно није играло значајну улогу током времена старе Грчке, али је у време пре доласка Римљана израсло у развијену луку. Тада насеље постаје седиште Ахајског савеза. По римском освајању града 146. п. н. е. он задржава положај важног града у провинцији Ахаји. Такође, град је био једно од првих места христијанизације у Европи. У граду је разапет свети Андреј.
Током већег дела средњег века Патрас је у оквиру Византије, као важно градско средиште са развијеним занатима и трговином. Град је и важна лука на југозападу царства. Ово је посебно особено за раздобље 9. и 10. века. 1204. године град су, као и већи део Византије, освојили Крсташи. Они ту оснивају Кнежевину Ахају. Под њима град остаје све до 1430. године, када се кратко време налази поново у рукама ослабљене Византије.
Патрас Турци Османлије освајају 1458. године под Мехмедом II. Град добија ново име „Балијадабра“, од грчког облика „Палаја Патра“. Иако је султан Мехмед II у жељи очувања града дао њему повластице, Патрас је почео пропадати, а нарочито после неколико напада Венеције и Ђенове на сада турски град током 15. и 16. века.
1821. године је почео Грчки устанак и Грци из Патраса и његове околине активно учествују. Међутим, турска посада у граду и тврђави остаје све до 1828. године. Те године град заузимају устаници уз помоћ француске флоте. Град се убрзо развио у други по важности град новоосноване Грчке, пре свега захваљујући важним лучким делатностима. У 20. век град је ушао као најсавременији град у земљи са уличним електричним осветљењем и електричним трамвајима. Ово је и раздобље са интензивном изградњом велелепних здања градских установа и приватних кућа.
Међутим, после Грчко-турског рата 1923. године у град се масовно досељавају и грчке пребеглице из Мале Азије, што доводи до наглог раста града и масовне дивље градње. Нови ударац развоју Патраса била су велика бомбардовања од стране Италијана током Другог светског рата. После тога почиње изградња града и он се последњих деценија брзо осавремењава.

## Становништво
| 1991.   | 2001.   | 2011.   |
| ------- | ------- | ------- |
| 152.570 | 160.400 | 168.034 |

| Година          | град    | Градско подручје |
| 1853.           | 15.854  | 19.499           |
| 1870.           | 16.641  | 26.190           |
| 1889.           | 33.529  | 44.970           |
| 1896.           | 37.985  | 51.932           |
| 1920.           | 52.174  | -                |
| 1928.           | 61.278  | -                |
| 1951.           | 87.570  | 94.192           |
| 1971.           | 112.228 | 120.847          |
| 1981.           | 142.163 | 154.596          |
| 1991.           | 161.782 | 190.463          |
| 2001.           | 171.616 | 210.494          |
| 2007. (процена) | 180.000 | 230.000          |

Патрас данас има око 230.000 становника у граду и околини. Становништво су углавном етнички Грци, мада се последњих деценија доселило и доста странаца.
"Велики Патрас“ (град са предграђима) је трећа по величина градска целина у држави. За њу је особен издужен облик дуж залива, дуго ко 25 km, због узане обале. Најбржи раст имају предграђа на западу, где је приобално равничарско подручје знатно шире.

## Привреда
Патрас је важан индустријски центар западне Грчке. Последњих деценија град се окренуо развоју терцијарног сектора (трговина, саобраћај, угоститељство), док је традиционална индустрија (махом прехрамбена и текстилна) постепено премештена у јужна предграђа. Последњих деценија развија се и фармацеутска индустрија.

## Саобраћај
Патрас је од давнина најважније саобраћајно чвориште у западној Грчкој. Преко њега одвија се највећи део поморског промета са Јонским острвима и Италијом. Градска лука, данас у самом градском језгру, одувек је била стециште градских дешавања, али је она последњих деценија постала ограничење у расту и развоју града. Због тога се данас интензивно изграђује нова лука у југозападном делу града, која би требало да замени стару.
До Патраса води савремени ауто-пут од Атине, који пар километара пре града скреће ка северу и прелази мореуз Рио-Антирио преко истоименог моста (завршен 2004. ), најмонументалнијег моста у Грчкој. 2002. године завршена је изградња ауто-путног прстена са јужне стране града.

## Градови побратими
| - Бидгошч, Пољска - Кишињев, Молдавија - Бари, Италија - Анкона, Италија - Ђирокастра, Албанија | - Кентербери, Аустралија - Ређо Калабрија, Италија - Лимасол, Кипар - Крајова, Румунија - Бања Лука, БиХ | - Фамагуста, Кипар - Сент Етјен, Француска - Алексинац, Србија |